# Studebaker Champion
Studebaker Champion був легковим автомобілем, що вироблявся корпорацією Studebaker у Саут-Бенді, штат Індіана. Виробництво цієї моделі розпочалося з 1939 модельного року та тривало до 1958 року, коли її було припинено на користь наступника, Lark. Studebaker раніше подав заяву про захист від банкрутства та прагнув повернути виробництво до прибутковості.
Studebaker відчайдушно потребував успіху Champion у 1939 модельному році, щоб вижити після слабких продажів попереднього року.
Як і мало які інші моделі легкових автомобілів, Champion був розроблений з «чистого аркуша», що означало, що не було потреби повторно використовувати старі деталі або пізніше вбудовувати нові розроблені компоненти у більші автомобілі. Ретельне дослідження ринку призвело до розробки специфікації, але ключовим принципом проектування була передумова «Вага — ворог!». За своїми розмірами Champion був найлегшим автомобілем свого часу; Його найбільшим конкурентом у цьому відношенні був Willys Americar, який, однак, не пройшов такий ретельний процес проектування. І результати були вражаючими: його двигун з керованим штовхачем залишався збереженим до припинення виробництва автомобілів у 1961 році (хоча й із модифікованим клапанним механізмом як верхнім розташуванням клапанів (OHV)).
Champion був одним із найбільших успіхів продажів Studebaker завдяки низькій ціні (лише 660 доларів за бізнес-купе 1939 року), довговічному двигуну та стилю. Цей стиль був роботою промислового дизайнера Раймонда Лоуї, якого Studebaker найняв для розробки своїх моделей. Champion виграв Mobilgas Economy Run, оскільки мав найнижчу витрату палива. Під час Другої світової війни Champion цінувався за дуже низьку витрату палива в часи нормування бензину в США. З 1943 по 1945 рік двигун Champion використовувався як джерело живлення для унікального бронетранспортера M29 Weasel, який також мав чотири пакети листових ресор Champion, встановлених поперечно.

## Після війни
У 1946 році Studebaker випустив обмежену кількість автомобілів з кузовами 1942 року, перш ніж новіші моделі покинули завод у 1947 році. Усі моделі Studebaker, випущені в 1946 році, називалися Skyway Champion.
Зовсім нова модель, також розроблена Раймондом Лоуї, була представлена в 1953 році. Автомобіль мав дуже низький кузов, порівнянний з європейськими спортивними автомобілями тієї епохи. Ця модель була доступна не лише як седан і купе, але також як кабріолет і універсал.
Остання модель з'явилася в 1957 році. Передня частина з подвійними фарами та величезною решіткою радіатора знизу нагадувала Chevrolet Bel Air тієї епохи. У 1957 році Studebaker також представив Champion Scotsman, модель з малою комплектацією, щоб конкурувати з «Великою трійкою» та Nash у сегменті низьких цін. Ця лінійка комплектацій незабаром була представлена на ринку як окрема модель, Studebaker Scotsman.